# Caso Sarkozy-Gaddafi
O caso Sarkozy-Gaddafi (em francês:  Affaire Sarkozy-Kadhafi) refere-se a um escândalo político-financeiro no qual a campanha presidencial de Nicolas Sarkozy teria sido financiada secreta e ilegalmente pelo regime líbio de Muammar Gaddafi com pagamentos de até € 50 milhões. 

## O caso
No mesmo mês em que as forças francesas se comprometeram com o conflito líbio, Saif al-Islam Gaddafi deu uma entrevista à Euronews na qual afirmou publicamente que o Estado líbio havia doado € 50 milhões para a campanha presidencial de Sarkozy em 2007 em troca de acesso e favores.  
| “ | Nós o financiamos e temos todos os detalhes e estamos prontos para revelar tudo. A primeira coisa que queremos que este palhaço faça é devolver o dinheiro ao povo líbio. Ele recebeu ajuda para nos ajudar. Mas ele nos desapontou: devolva nosso dinheiro. | ” |

Sarkozy rejeitou a alegação de Gaddafi.
No outubro seguinte, a reivindicação de financiamento líbio para a campanha eleitoral de Sarkozy foi repetida pelo ex-primeiro-ministro líbio Baghdadi Mahmudi.  O site investigativo Mediapart subsequentemente publicou vários documentos que aparentemente comprovavam o pagamento de € 50 milhões e também publicou uma declaração de Ziad Takieddine de que ele entregou pessoalmente três pastas cheias de dinheiro a Sarkozy. Mais tarde, os magistrados franceses adquiriram diários do ex-Ministro do Petróleo da Líbia, Shukri Ghanem, no qual os pagamentos a Sarkozy eram mencionados.  Pouco tempo depois, no entanto, Ghanem foi encontrado morto, flutuando no Danúbio, na Áustria, impedindo assim a sua corroboração dos diários. 
Em 2014, a rede televisiva France 3 liberou uma gravação em áudio feita por Delphine Minoui em 16 de março de 2011, durante a qual Minoui entrevistou Muammar Gaddafi.  Na gravação, Gaddafi diz a Minoui que Sarkozy havia se aproximado dele buscando fundos para sua campanha eleitoral presidencial enquanto ainda servia como Ministro do Interior. 
Em fevereiro de 2018, Asharq Al-Awsat citou uma fonte que alegou que Sarkozy havia prometido aos representantes líbios melhorar as relações entre a França e a Líbia caso fosse eleito presidente e que encerraria a questão do atentado ao voo UTA 772. Ainda em 2018, Saif al-Islam reiterou sua alegação de 2011 e a partir de então também acrescentou que um ex-oficial do serviço de inteligência da Líbia estava na época em posse de uma gravação de uma reunião entre Muammar Gaddafi e Sarkozy que ocorreu em Trípoli em 2007 e na qual foram discutidos os pagamentos. 
Em 20 de março de 2018, Nicolas Sarkozy é colocado em custódia nas instalações do escritório anticorrupção (OCLCIFF) de Nanterre. Enquanto isso, seu ex-ministro do Interior, Brice Hortefeux, é ouvido pelos mesmos serviços da polícia judiciária no âmbito de uma audiência livre. Segundo a Mediapart, esse status de livre suspeito autoriza a audiência, evitando que os investigadores tenham que pedir o levantamento da imunidade parlamentar do MPE.
Em 17 de outubro de 2019, a câmara de investigação do Tribunal de Apelação de Paris examina o recurso interposto por Nicolas Sarkozy, que questiona a validade da investigação sob suspeita de financiamento líbio de sua campanha de 2007.